# ديفيد ويلموت
ديفيد ويلموت (بالإنجليزية: David Wilmot)‏ (و. 1814 – 1868 م) هو سياسي، ومحامي، وقاضي من الولايات المتحدة الأمريكية . تولى منصب عضو مجلس الشيوخ الأمريكي، وأعضاء مجلس النواب الأمريكي .
وهو عضو في الحزب الديمقراطي الأمريكي، والحزب الجمهوري .